# Радивоје Јовановић
Радивоје Јовановић Брадоња (Зарубе, код Ваљева, 10. новембар 1918 — Београд, 22. јун 2000) био је учесник Народноослободилачке борбе, генерал-потпуковник ЈНА и народни херој Југославије.

## Биографија
Рођен је 10. новембра 1918. године у селу Зарубе, код Ваљева, од оца Тиосава и мајке Милице. Основну школу завршио је у селу Драчићу, а гимназију у Ваљеву. После завршетка гимназије, 1937. ступио је у Војну академију, из које 1940. излази као артиљеријски потпоручник.
После Априлског рата и капитулације Југословенске краљевске војске, успео је да се спасе из заробљеништва и вратио се у родни крај. Кад су почеле припреме за оружану борбу, прикључио се комунистима, и од првог дана устанка, јула 1941. године, сврстао се у партизанске редове.

### Народноослободилачка борба
Већ у јулу постао је командир Колубарске партизанске чете Ваљевског партизанског одреда. Његове подвиге два пута је похвалио Главни штаб НОП одреда Југославије: августа 1941. приликом уништења немачке посаде утврђене у железничкој станици у Лајковцу, и приликом борбе у Љигу, 10. септембра, када су његову чету опколиле јаке немачке и квислиншке снаге, те иако рањен, није напуштао положај, него је и даље командовао, спасавајући своју јединицу од уништења. Због своје храбрости и привржености Народноослободилачком покрету (НОП), већ у августу 1941. примљен је за члана Комунистичке партије Југославије (КПЈ).
После низа успешно изведених акција, у којима је показао и смисао за организацију и командовање, Јовановић веома брзо напредује, и октобра постаје заменик команданта Ужичког партизанског одреда. Његовом заслугом је откривена четничка завера против НОП-а у Србији, организована одбрана, а затим и противнапад, 2. новембра 1941. године, када су четници доживели први озбиљнији војнички, а и политички пораз у Србији.
Био је командант прве партизанске војне параде, одржане 7. новембра 1941. године у Ужицу, у част 24-ворогодишњице Октобарске револуције. Јовановићу је командовање Парадом поверено, као награда за успешно откривање, опкољавање и разбијање четничке групације, која је напала престоницу Ужичке републике. Наиме, он је као потпоручник, успео да направи неупоредиво сврсисходнији и целисходнији план одбране, него што су четнички генералштабни мајори, потпуковници и пуковници успели да сачине план напада на Ужице.
У току Прве непријатељске офанзиве на ослобођену територију Србије, новембра 1941. године, Радивоје Јовановић организује одбрану, прелази с једног на други део фронта, прикупља јединице и сам учествује у низу тешких одбрамбених борби. У бици на Кадињачи, 29. новембра 1941. године, Брадоња се посебно истакао својом личном храброшћу и умешношћу. Његов избор положаја за једини партизански топ, показао се исправним. Немци га нису успели погодити скоро све време трајања битке.
Одступањем партизанских снага из западне Србије, крајем новембра 1941, Јовановић се по задатку Партије вратио с Таре на подручје Ваљевског партизанског одреда, у својству начелника Главног штаба НОП одреда Србије, да окупи и организује партизанске јединице и настави борбу против окупатора, недићеваца и четника Драже Михаиловића. У веома тешким условима, у периоду терора и окрутних репресалија окупатора и недићеваца, партизански одреди у западној Србији су водили борбе и трпели велике губитке. У таквој ситуацији, Јовановић је вешто маневрисао, избегавао ударе и прелазио у противнападе. Међутим, због неслагања са командантом Главног штаба НОП одреда Србије, Мирком Томићем, и нејасних инструкција од стране Главног штаба НОПОЈ, које нису биле у складу са стањем на терену, долази до тоталног осипања, разбијања и уништења ових јединица од стране квислиншких снага. Фебруара 1942. године, одређен је за команданта Групе одреда у западној Србији и успева да се спасе из окружења. Након смене Мирка Томића са места команданта, у августу исте године Врховни штаб поставља га за команданта Главног штаба НОП одреда Србије и члана Врховног штаба НОВ и ПОЈ.
Крајем септембра 1943. године, постављен је за команданта Прве шумадијске бригаде, с којом је, новембра исте године, после успешних борби у Србији, прешао у Санџак и прикључио се Другој пролетерској дивизији. Формирањем Треће српске ударне бригаде, 10. фебруара 1944. године, Јовановић је постављен за њеног команданта, да би већ у марту примио дужност заменика команданта Друге пролетерске дивизије. Јуна 1944. постављен је за команданта 25. српске дивизије, која се истакла у многим борбама против Бугара, Немаца и четника Драже Михаиловића.
Почетком септембра 1944, Радивоје је примио дужност команданта 14. српског корпуса, који је успешно дејствовао у североисточној Србији и први дошао у везу с јединицама Црвене армије на Дунаву. Корпус је успешно дејствовао и у рејону Авале, приликом ослобођења Београда; наставио борбу у долини Западне Мораве, учествовао у ослобођењу Краљева и Чачка и, у саставу Друге армије, водио борбе за ослобођење источне Босне, а затим и Загреба.

### Послератна каријера
После завршетка рата, Радивоје Јовановић је извесно време био командант града Београда, а затим је, почетком 1946. године, отишао на школовање у Совјетски Савез, где је био слушалац Артиљеријске академије „Ђержински“ у Москви.
Из Москве се вратио 1948. године, када је примио дужност команданта артиљерије Југословенске народне армије (ЈНА). Био је творац концепције ОНО (Опште-народне одбране) са посебним акцентом на Територијалну одбрану.
После завршетка Више војне академије ЈНА, 1953. године, постављен је за команданта Корпуса у Љубљани, затим у Скопљу, да би 1958. године постао начелник Штаба армије у Сарајеву. Маја 1959. преведен је у резерву, у чину генерал-потпуковника ЈНА, када је прешао у цивилну службу, где му је поверена дужност Републичког секретара за саобраћај и везе у Извршном већу Народне Републике Србије. Пензионисан је 1963. године.
Преминуо је 22. јуна 2000. године и сахрањен у Алеји народних хероја на Новом гробљу у Београду.
Носилац је Партизанске споменице 1941., као и многобројних југословенских и совјетских одликовања, међу којима су Орден ратне заставе, Орден партизанске звезде са златним венцем, Орден заслуга за народ са златном звездом, Орден братства и јединства са златним венцем и Орден партизанске звезде са сребрним венцем. Од иностраних, одликован је совјетским Орденом Отаџбинског рата првог реда. Орденом народног хероја одликован је 15. децембра 1949. године.